# Taharana sparsa
Taharana sparsa är en insektsart som beskrevs av Carl Stål 1854. Taharana sparsa ingår i släktet Taharana och familjen dvärgstritar. Inga underarter finns listade i Catalogue of Life.